# Station Chybie Mnich
Station Chybie Mnich is een spoorwegstation in de Poolse plaats Mnich.